# Гоор-Хиндах
Гоо́р-Хиндах — село в Шамильском районе Дагестана. Входит в состав сельского поселения «Сельсовет „Гоорский“».

## Географическое положение
Расположено в 2 км к востоку от районного центра села Хебда, на правом берегу реки Кахибтляр.

## Население
| 1869 | 1888 | 1926 | 1939 | 1970 | 1989 | 2002 |
| ---- | ---- | ---- | ---- | ---- | ---- | ---- |
| 80   | ↗129 | ↘103 | ↗131 | ↗132 | ↘130 | ↗163 |
| 2010 | 2021 |      |      |      |      |      |
| ↗266 | ↘187 |      |      |      |      |      |